# Murello
Murello (piemontiul: Murel) település Olaszországban, Piemont régióban, Cuneo megyében. Lakosainak száma 932 fő (2023. január 1.). Murello Cavallerleone, Racconigi, Ruffia, Villanova Solaro, Polonghera és Moretta községekkel határos.

## Népesség
A település lakossága az elmúlt években az alábbi módon változott:
| Lakosok száma | 961  | 946  | 932  |
|               | 2017 | 2018 | 2023 |